# Eusarca metrocamparia
Eusarca metrocamparia là một loài bướm đêm trong họ Geometridae.